# 황인자
황인자(黃仁子, 1955년 10월 16일~)는 대한민국의 정치인이다. 제19대 국회의원이다.

## 학력
- 정신여자고등학교 졸업
- 한국외국어대학교 영어영문학 학사
- 서울대학교 대학원 정치학 석사

## 경력
- 영산대학교 겸임교수
- 상명대학교 겸임교수
- 정무장관(제2)실 담당관
- 정무장관(제2)실 비서관
- 정무장관(제2)실 조정관
- 행정자치부 여성정책담당관
- 여성부 권익증진국장
- 여성부 차별개선국장
- 서울특별시청 복지여성정책보좌관
- 서울특별시청 여성가족정책관
- 자유선진당 여성위원장
- 자유선진당 최고위원
- 제19대 국회의원(새누리당)
- 제19대 국회 안전행정위원회 위원
- 제19대 국회 여성가족위원회 위원
- 제19대 국회 윤리특별위원회 위원
- 제19대 국회 국민안전혁신특별위원회 위원
- 전국아동여성안전네트워크 상임대표
- 대한민국여성능력개발협회 회장
- 젠더국정연구원 대표
- 한국외국어대학교 미네르바교양대학 초빙교수
- 2021년 8월 ~ 2021년 9월: 최재형 열린캠프 자문위원
- 대한민국헌정회 홍보편찬위원회 편집위원
- 2023년 5월 ~: 한국여성의정 이사
- 대한민국헌정회 인구정책연구특별위원장
- 2023년 9월 ~: 한국여성인권진흥원 이사장
- 대한민국헌정회 인구정책연구특별위원회 위원장

## 상훈
- 대통령 표창
- 홍조근정훈장

## 가족 관계
- 배우자: 이선표

## 역대 선거 결과
|  | 6.84% |

|  | 3.23% |